# أولاد أحمد (زيايدة)
أولاد أحمد هي إحدى مشيخات المملكة المغربية، تتبع جغرافيا لإقليم بنسليمان وإداريًا لزيايدة. يقدر عدد سكانها بـ 26262 نسمة حسب الإحصاء الرسمي للسكان والسكنى لسنة 2004.